# シリアル (お笑いコンビ)
シリアルは、日本のお笑いコンビ。SMA NEET Project、漫才協会所属。2014年4月1日結成。NSC東京校19期生。旧コンビ名はトラブルゲート。

## メンバー
にっしん（にっしん　1989年1月17日（36歳） - ）
- ツッコミ、ネタ作り、インスタグラム担当。立ち位置は向かって右。
- 神奈川県出身[1]。身長175cm、血液型A型[1]。 本名は西田 昌人(にしだ まさと)[2]
- 趣味は、料理、旅行、食べること。[1]
- 特技は、英語でお寿司の作り方を教えられる、小中学生とレクリエーションをして盛り上がれる(成功率75％)[1]

高松 峻平（タカマツ シュンペイ　1990年10月22日（34歳） - ）
- ボケ、X(旧ツイッター)担当。立ち位置は向かって左。
- 青森県出身。[1]身長184cm、血液型A型[1]。
- 趣味は、カードゲーム(ポケモン)、TVゲーム、漫画、野球観戦[1]。

## エピソード
コンビ
- 2025年5月末頃まで四畳半で家賃4万の家に2人で住んでいた。
- M-1グランプリ2016のみ、トラブルゲートとして出場した[2]。

- 出会い、結成はともにNSC。卒業後は2年間吉本興業に所属したが、ネタ見せの際にネタ担当ではない高松のみが出席し、放送作家に目をつけられる。その後、にっしんも共に出席したが、放送作家の言葉に食い気味で返事をし、喧嘩になり吉本を退所した。

- 高松はフィギュアを収集しており、それを家で箱のまま保管していたが、溜まっていくフィギュアを邪魔だと感じたにっしんが高松に内緒で何個か捨てる。にっしんは怒られると思っていたが、意外にも全くバレなかった。

にっしん
- 2024年10月、ランニング中の交通事故により足を負傷。翌月には活動を再開したが、今も通院は続けている。

高松
- 休日に近所の小学校に少年野球を見に行っている。
- 18歳のとき、高校卒業と同時に地元青森のレンタカー屋に就職。4年間勤務した後に退職し、NSC東京校に入学した。

## 芸風
主にしゃべくり漫才。にっしんが話すことに高松が相槌を打つ、相槌漫才という独自のスタイルを行っている。